# Sport Lisboa e Benfica 2006-2007
Questa voce raccoglie le informazioni riguardanti lo Sport Lisboa e Benfica nelle competizioni ufficiali della stagione 2006-2007.

## Rosa
| N. |                       | Ruolo | Calciatore     |
| -- | --------------------- | ----- | -------------- |
| 1  | Portogallo (bandiera) | P     | Moreira        |
| 3  | Brasile (bandiera)    | D     | Anderson       |
| 4  | Brasile (bandiera)    | D     | Luisão         |
| 5  | Brasile (bandiera)    | D     | Léo            |
| 6  | Portogallo (bandiera) | C     | Petit          |
| 7  | Portogallo (bandiera) | C     | Marco Ferreira |
| 8  | Brasile (bandiera)    | A     | Derlei         |
| 9  | Angola (bandiera)     | A     | Mantorras      |
| 10 | Portogallo (bandiera) | C     | Rui Costa      |
| 11 | Portogallo (bandiera) | D     | Miguelito      |
| 12 | Portogallo (bandiera) | P     | Quim           |
| 13 | Brasile (bandiera)    | D     | Alcides        |
| 14 | Brasile (bandiera)    | C     | Diego Souza    |
| 15 | Portogallo (bandiera) | C     | Paulo Jorge    |
| 16 | Brasile (bandiera)    | C     | Gilberto       |

| N. |                       | Ruolo | Calciatore                   |
| -- | --------------------- | ----- | ---------------------------- |
| 17 | Messico (bandiera)    | A     | Kikín Fonseca                |
| 18 | Portogallo (bandiera) | A     | Manú                         |
| 19 | Russia (bandiera)     | C     | Andrej Karjaka               |
| 20 | Portogallo (bandiera) | C     | Simão Sabrosa                |
| 21 | Portogallo (bandiera) | A     | Nuno Gomes                   |
| 22 | Portogallo (bandiera) | D     | Nélson                       |
| 23 | Brasile (bandiera)    | D     | David Luiz                   |
| 24 | Portogallo (bandiera) | P     | Bruno Miguel Guerreiro Costa |
| 25 | Portogallo (bandiera) | C     | Nuno Assis                   |
| 26 | Grecia (bandiera)     | C     | Giōrgos Karagkounīs          |
| 28 | Portogallo (bandiera) | C     | Coimbra                      |
| 30 | Italia (bandiera)     | A     | Fabrizio Miccoli             |
| 31 | Brasile (bandiera)    | P     | Moretto                      |
| 33 | Portogallo (bandiera) | D     | Ricardo Rocha                |
| 36 | Grecia (bandiera)     | C     | Costas Katsouranis           |